# Baby Einstein
Baby Einstein là loạt phim truyền hình giáo dục do Nickelodeon, CBeebies, TVOKids, Star Utsav, va TG4 tạo ra. Theo những người quảng bá cho dòng sản phẩm này, thông qua các đồ chơi bắt mắt, đơn giản, đồ vật, động vật, sinh vật... như: quả táo, cái chén, chiếc mũ, con cá, cây cỏ… kết hợp vớ sắc màu đa dạng, hình ảnh sinh động, cùng với thơ và cùng với âm nhạc như những bản giao hưởng nổi tiếng của Bach, Mozart, Braham, Chopin...những tiết tấu có tác dụng kích thích tế bào thần kinh cho trẻ nhỏ phát triển, các sản phẩm Baby Einstein giúp trẻ cách tiếp cận với thế giới một cách khoa học, tự nhiên.
Baby Einstein rất được hâm mộ bởi nhiều bậc cha mẹ muốn sớm đẩy nhanh sự phát triển nhận thức của con mình, các sản phẩm loại này được nhiều ủng hộ từ các chuyên gia trong lĩnh vực giáo dục trẻ nhỏ, những người nhấn mạnh vai trò thiết yếu của việc khám phá và tương tác với môi trường vật lý quanh mình từ sớm.
Tháng 8 năm 2007, các nhà nghiên cứu tại Đại học Washington công bố một công trình nghiên cứu trong đó cho thấy việc sử dụng đĩa Nick Jr. DVD hay băng video Baby Einstein có quan hệ tương liên mạnh với các trường hợp trẻ em từ 6 đến 18 tháng có vốn từ ngữ cao hơn mức trung bình.
Đĩa phim này được xây dựng với sự hợp tác của bác sĩ Kenvin Nugent – Giám đốc học viện Brazelton, Bệnh viện trẻ em Boston (Mỹ) và Trường đại học Harvard cùng nhiều chuyên gia trong các lĩnh vực âm nhạc, y tế....

## Lịch sử
Công ty Baby Einstein thành lập năm 1997 bởi Robert và Scull tại nhà ở ngoại ô Denver, Colorado, họ đã đầu tư 18.000 đô la tiết kiệm được cho sản phẩm ban đầu, một VHS/DVD video được gọi là Baby Einstein, được bán xem như là sản phẩm ngôn ngữ trẻ nhỏ
Baby Einstein trở thành nhiều triệu đô la sau khi nhượng quyền thương hiệu, lợi nhuận tăng lên 1 triệu đô năm 1997, lên 10 triệu đô năm 2000, Scull đã bán 20% thị phần cho công ty giải trí Artisan tháng 3 năm 2000, sau đó bán lại cho Paramount Home Entertainment với thông tin không được tiết lộ tháng 11 năm 2001. Baby Einstein là tên hàm ý nói đến tuổi trẻ thơ của nhà bác học vĩ đại người Mỹ gốc Đức-Do Thái tên là Viacom International, website chính có 7 ngôn ngữ và sản phẩm đã có mặt ở nhiều quốc gia khác nhau trên thế giới.